# Liste der Burgen und Schlösser in der Woiwodschaft Karpatenvorland
Die Liste der Burgen und Schlösser in der Woiwodschaft Karpatenvorland umfasst bestehende und verfallene Burgen und Schlösser in der polnischen Woiwodschaft Karpatenvorland.

## Burgen und Schlösser
| Name                                            | Ort                  | Region                | Baujahr                    | Zustand  | Bild |
| ----------------------------------------------- | -------------------- | --------------------- | -------------------------- | -------- | ---- |
| Königsschloss Sanok                             | Sanok                | Buków-Gebirge         | vor 1150                   | Erhalten |      |
| Schloss Baranów Sandomierski                    | Baranów Sandomierski | Sandomirer Becken     | 1591                       | Erhalten |      |
| Schloss Bircza                                  | Bircza               | Przemyśl-Gebirge      | nach 1700                  | Ruine    |      |
| Schloss Brzyska                                 | Brzyska              | Jasło-Krosno-Becken   | vor 1700                   | Ruine    |      |
| Burg Czudec                                     | Czudec               | Strzyżów-Gebirge      | nach 1700                  | Ruine    |      |
| Burg Dąbrówka Starzeńska                        | Dąbrówka Starzeńska  | Dynów-Gebirge         | 1436                       | Ruine    |      |
| Schloss Dubiecko                                | Dubiecko             | Dynów-Gebirge         | um 1500                    | Erhalten |      |
| Schloss Dukla                                   | Dukla                | Niedere Beskiden      | um 1700                    | Erhalten |      |
| Jagdschloss Julin                               | Wydrze               | Sandomirer Becken     | vor 1880                   | Erhalten |      |
| Burg Kamieniec                                  | Odrzykoń             | Dynów-Gebirge         | 1348 (die erste Erwähnung) | Ruine    |      |
| Burg Golesz                                     | Krajowice            | Strzyżów-Gebirge      | vor 1319                   | Ruine    |      |
| Schloss Krasiczyn                               | Krasiczyn            | Przemyśl-Gebirge      | 1580                       | Erhalten |      |
| Burg Kuryłówka                                  | Kuryłówka            | Sandomirer Becken     | vor 1300                   | Ruine    |      |
| Burg Lesko                                      | Lesko                | Sanok-Turkaer Gebirge | 1538                       | Erhalten |      |
| Schloss Mier                                    | Leżajsk              | Sandomirer Becken     | 1819                       | Erhalten |      |
| Schloss Łańcut                                  | Łańcut               | Sandomirer Becken     | um 1570                    | Erhalten |      |
| Schloss Łęki Górne                              | Łęki Górne           | Strzyżów-Gebirge      | um 1570                    | Erhalten |      |
| Schloss Nowotaniec                              | Nowotaniec           | Buków-Gebirge         | um 1470                    | Ruine    |      |
| Schloss Przecław                                | Przecław             | Sandomirer Becken     | um 1450                    | Erhalten |      |
| Königsschloss Przemyśl                          | Przemyśl             | Przemyśl-Gebirge      | nach 1340                  | Erhalten |      |
| Griechisch-katholischer Bischofspalast Przemyśl | Przemyśl             | Przemyśl-Gebirge      | 1898                       | Erhalten |      |
| Lubomirski-Schloss Przemyśl                     | Przemyśl             | Przemyśl-Gebirge      | 1885                       | Erhalten |      |
| Schloss Przeworsk                               | Przeworsk            | Sandomirer Becken     | um 1800                    | Erhalten |      |
| Burg Rzemień                                    | Rzemień              | Sandomirer Becken     | vor 1508                   | Erhalten |      |
| Schloss Rzemień                                 | Rzemień              | Sandomirer Becken     | nach 1650                  | Erhalten |      |
| Schloss Rzeszów                                 | Rzeszów              | Sandomirer Becken     | um 1600                    | Erhalten |      |
| Sommerschloss Rzeszów                           | Rzeszów              | Sandomirer Becken     | um 1650                    | Erhalten |      |
| Burgaller-Schloss Rzeszów                       | Rzeszów              | Sandomirer Becken     | 1818                       | Erhalten |      |
| Schloss Sieniawa                                | Sieniawa             | Sandomirer Becken     | um 1700                    | Erhalten |      |
| Burg Sobień                                     | Manasterzec          | Saana Berge           | vor 1340                   | Ruine    |      |
| Schloss Tarnobrzeg                              | Tarnobrzeg           | Sandomirer Becken     | vor 1500                   | Erhalten |      |
| Jagdschloss Tarnobrzeg                          | Tarnobrzeg           | Sandomirer Becken     | 1853                       | Erhalten |      |
| Burg Pruchnik                                   | Pruchnik             | Rzeszów-Vorgebirge    | vor 1500                   | Ruine    |      |
| Burg Wiewiórka                                  | Wiewiórka            | Sandomirer Becken     | vor 1561                   | Ruine    |      |
| Wehrkloster Zagórz                              | Zagórz               | Buków-Gebirge         | 1700                       | Ruine    |      |
| Burg Zgórsko                                    | Zgórsko              | Sandomirer Becken     | vor 1450                   | Ruine    |      |